# Chatenay-Mâcheron

Chatenay-Mâcheron este o comună în departamentul Haute-Marne din nord-estul Franței. În 2009 avea o populație de 114 de locuitori.

## Evoluția populației
| An        | 1975 | 1982 | 1990 | 1999 | 2006 | 2009 |
| --------- | ---- | ---- | ---- | ---- | ---- | ---- |
| Populație | 116  | 133  | 135  | 119  | 112  | 114  |